# Johan Ronnestam
Johan Ronnestam, född 20 augusti 1971 i Stockholm, är en svensk före detta snowboardåkare. Ronnestam ingick under åren 1988–1993 i Svenska Snowboardlandslaget. Bland annat vann han Riksgränsen Halfpipe Classic 1992. Han var en av de första i världen som lyckades landa tricket 1440° som innebär att man i ett hopp snurrar fyra varv med snowboarden. Efter en olycka med ett 10-procentigt handikapp som följd tvingades Ronnestam att avsluta snowboardkarriären.